# Jerson Lima
Jerson Lima Silva, nascido Jerson Lima da Silva e também identificado como Jerson Lima, (Rio de Janeiro, 29 de fevereiro de 1960) é um biofísico brasileiro. É conhecido por suas pesquisas pioneiras no campo da biologia estrutural, especialmente os estudos sobre o enovelamento de proteínas e a relação de agregados proteicos com doenças como câncer, doenças de príons e doença de Parkinson.
É professor titular do Instituto de Bioquímica Médica Leopoldo de Meis (IBqM) da Universidade Federal do Rio de Janeiro (UFRJ) e coordenador do Instituto Nacional de Ciência e Tecnologia em Biologia Estrutural e Bioimagem (INBEB), além de diretor emérito do Centro Nacional de Ressonância Magnética Nuclear Jiri Jonas (CNRMN), que integra o Centro Nacional de Biologia Estrutural e Bioimagem (Cenabio). É também o presidente da Fundação Carlos Chagas Filho de Amparo à Pesquisa do Estado do Rio de Janeiro (FAPERJ) de janeiro de 2019 a 7 de novembro de 2024.

## Vida pessoal
Filho de um sargento da marinha e uma dona de casa que vendia doces caseiros, cresceu no subúrbio do Rio de Janeiro. O primeiro contato com o método científico veio durante o Ensino Médio, quando estudou na Escola Técnica Federal de Química do Rio de Janeiro (ETFQ-RJ) (atual Instituto Federal do Rio de Janeiro).
É casado com a também pesquisadora e professora da UFRJ Débora Foguel. Juntos têm quatro filhos.

## Formação acadêmica e pesquisa
Formou-se em medicina na UFRJ em 1984. Começou a carreira científica ainda na graduação, tendo integrado a equipe do laboratório do professor Sergio Verjovski Almeida, no Departamento de Bioquímica Médica, coordenado na época pelo médico e pesquisador Leopoldo de Meis. Lá, conduziu estudos de estrutura e função da proteína transportadora de cálcio do retículo sarcoplasmático muscular.
Ao sair da graduação, fez doutorado no Instituto de Biofísica Carlos Chagas Filho, também na UFRJ, concluído em 1987. Orientado novamente por Verjovski Almeida, centrou suas pesquisas em proteínas oligoméricas e vírus icosaédricos. Nos seus estudos, adotou diferentes métodos de espectroscopia de fluorescência.
Por sua experiência na adoção de técnicas de fluorescência conseguiu, também logo após a graduação, entre 1985 e 1986, uma posição de pós doutorado na Universidade de Illinois, no laboratório de Gregorio Weber, cientista argentino radicado nos Estados Unidos. Entre 1991 e 1992, voltou ao laboratório de Weber, dessa vez como pesquisador visitante e fellow da Fundação Guggenheim. Com Weber, aprofundou seus conhecimentos sobre proteínas, incluindo a plasticidade proteica, estruturas supramoleculares e seus efeitos fisiológicos. Foi lá que aprimorou também o domínio no uso de técnicas avançadas de fluorescência.
Pioneiro no estudo do comportamento priônico da proteína p53 e sua relação com diversos tipos de câncer, tem feito contribuições científicas relevantes para as áreas da Bioquímica e da Biologia Estrutural. Seu trabalho tem levado a avanços na compreensão do enovelamento de proteínas, da montagem viral e dos mecanismos responsáveis pela formação de agregados proteicos e de dobramento errado de proteínas, mostrando como estes dois últimos são responsáveis pela fisiopatologia de diversas doenças, incluindo diferentes tipos de câncer, doenças priônicas (como o popularmente chamado Mal da Vaca Louca, em bois, e a doença de Creutzfeldt–Jakob, em humanos) e doença de Parkinson.

## Carreira
Ao longo de sua carreira científica, vem exercendo diversas funções de gestão acadêmica, além de integrar importantes associações e instituições científicas.
É professor titular do Instituto de Bioquímica Médica Leopoldo de Meis (IBqM) da UFRJ desde 1988. É membro efetivo da Academia Brasileira de Ciências (ABC) desde 1999, da Academia Nacional de Medicina (ANM), na Seção de Ciências Aplicadas à Medicina, desde 2011, quando se tornou um dos membros titulares mais jovens da centenária Academia. É ainda membro da Academia Mundial de Ciências (TWAS) para o Avanço da Ciência em Países em Desenvolvimento desde 2006.
Entre 2005 e 2008, coordenou o Instituto Milênio de Biologia Estrutural em Biomedicina e Biotecnologia (IMBEBB) e desde 2008 coordena o Instituto Nacional de Ciência e Tecnologia em Biologia Estrutural e Bioimagem (INBEB), tendo atuado na criação de ambos. Foi ainda presidente da Sociedade Brasileira de Biofísica (SBBF), entre 2008 e 2012, e presidente da Sociedade Brasileira de Bioquímica e Biologia Molecular (SBBQ), entre 2014 e 2016. Entre 2003 e 2018, atuou como diretor científico da FAPERJ, instituição da qual é presidente desde 2019.
Em 2016, lançou-se no mundo literário, publicando seu primeiro livro de poesia, intitulado “Quase poesia”. O livro tem orelha assinada pelo linguista, pesquisador e também poeta Carlos Vogt, da Universidade de Campinas (Unicamp).
Em 7 de novembro de 2024, Jerson Lima foi exonerado do cargo de presidente da FAPERJ após críticas e protestos da comunidade científica do Rio de Janeiro e substituído por Caroline Alves.

## Prêmios e honrarias
Por suas contribuições à ciência, recebeu inúmeros prêmios e homenagens, com destaque para:
- Fundação John Simon Guggenheim (1991)
- Howard Hughes Medical Institute (1997-2002)
- Prêmio Nacional Unibanco em Medicina (compartilhado) (1998)
- Ordem Nacional do Mérito Científico pela Presidência da República do Brasil, na classe de Comendador (2002) e Grão Cruz (2009)
- Prêmio em Biologia da Academia Mundial de Ciências (TWAS) (2005)[9]
- Prêmio Fundação Conrado Wessel (2009)[10]
- Prêmio Faz Diferença (2012)[11]
- Gregorio Weber Award for Excellence in Fluorescence Theory and Applications, da American Biophysical Society (Sociedade Americana de Biofísica) (2018)[12]